# مران الفواعرة
مران الفواعرة قرية في ناحية الفرقلس التابعة لمنطقة حمص في محافظة حمص في سورية.